# 月刊少年キャプテン
『月刊少年キャプテン』（げっかんしょうねんキャプテン）は、徳間書店が1985年1月から1997年1月（同年2月号）まで刊行していた少年漫画雑誌である。

## 概要
1985年1月22日創刊。創刊号の公称発行部数は25万部だった。
創刊ラインナップは、たがみよしひさ、安彦良和、立原あゆみ、柴田昌弘、大橋薫（原作：平井和正）、あさりよしとお、沢田翔、豊島U作、粉味、のなかとおる、かもしたゆきひさ、小野ぬい、高屋良樹。
『月刊コミコミ』（白泉社）、『月刊コミックNORA』（学習研究社）、『月刊コミックコンプ』（角川書店）等と共にマニア系雑誌の先駆けだった。
同社の『リュウ』『プチアップルパイ』の流れを汲んでいたことから、初期から少年誌という枠組みに捉われない自由な編集方針であった。また、大塚英志などのフリー編集者が出入りしていたことから、高屋良樹、増田晴彦、あさりよしとおなど、『レモンピープル』『漫画ブリッコ』などの美少女漫画誌やマニア誌で活躍していた漫画家を積極的に招き、後期も成人向け漫画など他誌・他ジャンルから田沼雄一郎、陽気婢、がぁさん、大暮維人らをスカウトしていた。新人作家では星里もちる、永野のりこ、来留間慎一をデビューさせている。なお、当初は高屋、増田をはじめ、他誌とは異なるペンネームで執筆する例が多かった。
初期にはメジャー誌や誌名通り「少年向け」を意識し、週刊少年サンデー系の中堅漫画家によるスポーツ漫画なども掲載されていたが、定着したのはたがみよしひさ、石川賢、あろひろし、島本和彦、安永航一郎など、メジャー誌出身でも極めてマニアックな作風の漫画家だけだった。しかし、執筆陣が充実するに従い、ラブコメ、ホームコメディ、ファンタジーからヒーローアクションまで、多彩なジャンル、ラインナップを擁する雑誌となった。
1993年頃からは次第にメディアミックス色が強くなったが、石川賢の『ゲッターロボ號』や田丸浩史の『超兄貴』など、オリジナルとは大きくかけ離れた独自色の強い作品も少なくなかった。その一方で、本誌オリジナルの作品も引き続き掲載され、内藤泰弘、松本嵩春、田丸浩史、伊藤勢、西川魯介など、同人誌や新人賞出身の若手作家が台頭した。この時期の主力作家だった『頑丈人間スパルタカス』の安永航一郎は、単行本の後書きで「かなり自由に描かせてもらった」と述べている。『スパルタカス』はカラーページで乳首を見せびらかすヒロインや、ヌード・フェンシング、まわしレス相撲など、おおよそ少年向けとは思えぬ下ネタが連発されていた。
90年代前半の佐々木果編集長時代には、田沼雄一郎『シャイニング・フォース』、陽気婢『フレックスキッド』など、成人向け漫画家による特殊な性嗜好の強い作品も掲載されたが、末期の田山三樹編集長時代は、つぶらひでとも『神秘の世界エルハザード』、大暮維人『BURN-UP W』、池上竜矢『アミテージ・ザ・サード』、斉藤和衛『バウンティ・ソード 〜ラインメタル異本〜』など、パイオニアLDC・AIC系のOVAコミカライズが極端に多くなった。田山は休刊後、AICへ移り『AICコミックLOVE』を編集した後、YMO評論家となった。
1997年2月号で休刊（事実上の廃刊）となったが、高屋良樹『強殖装甲ガイバー』、道原かつみ『銀河英雄伝説』（原作は田中芳樹）、内藤泰弘『トライガン』などは掲載誌を変え、連載継続となった。なお、前編集長であった佐々木果は「ササキバラ・ゴウ」名義で漫画評論家となり、『トライガン』などを担当していた編集チーフの金子亜規子は富士見書房で『月刊コミックドラゴン』の編集に関わった後、文芸畑へ転じて、桜庭一樹や冲方丁を担当。後にKADOKAWA文芸統括部統括編集長となった。
増刊号として、島本和彦『仮面ボクサー』、星里もちる『いきばた主夫ランブル』など、青年誌を模索して3号で休刊した『ヤング・キャプテン』（1988年）と、松本嵩春『バーチャファイター レジェンド・オブ・サラ』、松永祭『ヴァンパイアハンター』など、ゲーム系コミカライズ中心の『コミック鉄人』（1994年 - 1995年）が発行されていた。

## 休刊の顛末
本誌は1997年2月号を最後に、突如休刊した。雑誌自体の売り上げが落ち込んでいた末期も単行本の売れ行きは良く、「普通の掲載作でも雑誌と同数程度、人気作ならば10倍程度」と当時の編集者は語っていた。一方で、本誌が「単行本の見本誌」状態になって売り上げ部数が落ち込んでいたことも、休刊へ踏み切った要因のひとつである。しかし、最終号には休刊の告知も挨拶も一切掲載されておらず、次号予告がごく普通に掲載されているなど、休刊決定が突然だったと窺わせた。
休刊は執筆陣にとっても唐突だった。がぁさんは『たいむskipラン♪』の後書きで「1996年12月、そろそろ次号の打ち合わせという頃に、突然、編集さんから電話で（パニックに陥った編集部の喧噪と共に）休刊を告げられた」、「休刊の決定は編集長にすら知らされておらず、『せめてあと1冊（休刊号）』の願いも虚しく、編集部は解散させられた」と語っている。あさりよしとおも後に『ヤングアニマル』誌上で、「10年以上1度も休まず続けていた連載が、一瞬にして終わった」と述懐している。
他の連載作品でも、休刊号で何らかの結末や区切りが描かれた作品は皆無で、全連載が打ち切り・未完となったが、『神秘の世界エルハザード』『BURN-UP W』など、パイオニアLDC・AIC系のメディアミックス系作品は増刊号や単行本描き下ろしの形で完結している。
休刊後、いくつかの人気連載は他誌に移籍し、連載を続行した。内藤泰弘『トライガン』は『ヤングキングアワーズ』移籍後にテレビアニメ化された。長谷川裕一、高屋良樹、菅野博士、西川魯介、田丸浩史、伊藤勢、大暮維人などの主力作家は担当編集者の移籍に伴い、『月刊少年エース』『月刊コミックドラゴン』など角川書店系のコミック誌へ、松本嵩春は『ウルトラジャンプ』へそれぞれ活躍の場を移した。
他にも多くの漫画家が様々な媒体で執筆を続けており、かつての連載作品もたびたび復刊、リバイバルされている。

## 創刊号掲載作品
- きらら（立原あゆみ）1985年2月号 - 1985年4月号
- GREY（たがみよしひさ）1985年2月号 - 1986年9月号
- クルドの星 (安彦良和) 1985年2月号 - 1987年4月号
- 強殖装甲ガイバー（高屋良樹）1985年2月号 - 1997年2月号
- 宇宙家族カールビンソン（あさりよしとお）1985年2月号 - 1997年2月号
- デス･トラップ（柴田昌弘）1985年2月号 -
- 狼のエンブレム（原作：平井和正、漫画：大橋薫）1985年2月号 -
- みんなでお茶だ!!（粉味）1985年2月号 -
- 超時空学園X（沢田翔）1985年2月号 -
- LADY!グルンサ（小野ぬい）1985年2月号 - 1986年6月号
- 超人戦線（かもしたゆきひさ[5]）1985年2月号 -
- 妖気なぼくたち（豊島U作）1985年2月号 -
- フランケン･きっど（つくしの真琴）1985年2月号
- GONG（のなかみのる）1985年2月号 -

## 休刊号掲載作品
- 神秘の世界エルハザード（つぶらひでとも）1995年12月号 - 1997年2月号、→休刊後、別冊号で完結。OVAのコミカライズ作品。
- BURN-UP W（大暮維人）1997年1月号 - 1997年2月号、→休刊後、別冊号で完結。OVAのコミカライズ作品。
- 西遊美少女戦記かりんちゃん（小説：小澤祐司、イラスト：大張正己）
- ドラゴン株式会社（新谷かおる）1996年8月号 - 1997年2月号、→未完
- トライガン（内藤泰弘）1995年6月号 - 1997年2月号、→休刊後、別冊号と単行本描き下ろしで完結。更に『ヤングキングアワーズ』へ移籍し、続編『トライガン・マキシマム』を連載開始。
- アルプス伝説（田丸浩史）1995年7月号 - 1997年2月号、→休刊後、単行本で完結
- 楽勝!ハイパードール（伊藤伸平）1994年 - 1997年2月号、→未完
- 武闘小姐パワフルチャイナ（真鍋譲治）- 1997年2月号、→未完
- 斬魔剣伝（伊藤勢）1995年7月号  - 1997年2月号、→2002年に『月刊コミックドラゴン』連載の続編『羅睺伝』刊行と合わせて『完全版』刊行。
- チェリー・プリンセス（原作：朝倉薫、漫画：九尾たかこ）
- ガルフォース（うしだゆうじ）- 1997年2月号、OVAのコミカライズ作品。
- 土曜ワイド殺人事件（とり・みき、ゆうきまさみ）1995年2月号 - 5月号、1996年10月号 - 1997年2月号、→休刊後、『AICコミックLOVE』→『ドラゴンHG』へ移籍。完結。
- しろびーVSがきちょー（氏原大輔）
- 強殖装甲ガイバー（高屋良樹）→休刊後、『月刊少年エース』へ移籍。現在も断続的に連載中。
- 俺の名はバーサス！（小野寺浩二）1996年6月号 - 1997年2月号、→未完
- おてつきおちゃっぴぃ（西川魯介）1996年12月号 - 1997年2月号、→未完
- 突撃ガスバッグ（やまのたかし）
- KAZE（神崎将臣）1991年8月号 - 1997年2月号、→2004年に『完全版』として再版、7年ぶりに結末が描かれた。
- たいむskipラン♪（がぁさん）1996年11月号 - 1997年2月号、→後年、単行本で完結。
- ファイアーウーマン纏組（後藤乃子）- 1997年2月号、PC-FX用ゲームソフトのコミカライズ作品。
- 宇宙家族カールビンソン（あさりよしとお）→休刊後、『月刊アフタヌーン』へ移籍するも、連載中断。

## 主な掲載作品
- りてーく ぐらふぃてぃ（島田ひろかず）1985年4月号 -
- Sci-fiもーしょん!（永野のりこ）1985年6月号
- みすて♡ないでデイジー（永野のりこ）1986年10月号 - 1989年9月号
- GIVE ME(くれくれ）たまちゃん!（永野のりこ）[6]
- いまさらシロー（いくたまき）1985年6月号 -
- 学園烈風走る!!（JET）1985年7月号 -
- 闇狩り師（原作：夢枕獏、漫画：来留間慎一）1985年8月号 - 小説のコミカライズ作品。
- 魔神伝（来留間慎一）1986年7月号 -  「神」は正式には"神"を上に"人"を下にして一文字に合体させた外字。
- 魔獣結社（秋恭摩） - 第二部予告があるも未完。
- とんでもナイスガイ（石田まさよし）1985年8月号 -
- ライジング・ファイタータケル（岡崎つぐお）1985年9月号 - 1987年、ボクシング漫画。連載開始時に当時は世界スーパーフライ級王者だった渡辺二郎と作者の対談が行われた。
- これもん!アイドル（みなづき由宇）1985年9月号 - 1986年6月号
- 闘魂の素（あおやま英雄）1985年9月号 -
- あいつがSHOOT!!（原作：遠崎史朗、漫画：岩村俊哉）1985年10月号 -
- 疾風ローラー隊 （原作：牛次郎、漫画：鴨下幸久）1985年11月号 -
- MORUMO 1/10（あろひろし）1985年12月号 - 1987年5月号
- ハンター・キャッツ（あろひろし）1993年頃 - 1996年8月号
- 最終教師（山本貴嗣）1986年1月号 - 、←『月刊ジャストコミック』連載の続編。
- いきなりF・L・Y！（沢田翔）1986年1月号 - 1986年12月号
- われはロボットくん（米田仁士）1986年1月号 -
- 挑介がイク!!（原作：大崎悌造、漫画：TOMI）1986年5月号 - 1986年12月号
- 夢幻紳士（高橋葉介）1986年8月号 - 1991年10月号、←『リュウ』からの移籍。移籍直後は隔月連載。
- ジャれんじゃねえ!（粉味）1986年8月号、1986年10月号 -
- Vボーイ（あおきてつお）1986年8月号 -
- 愛こねくしょん（一本木蛮）1986年9月号 -
- セーラー服反逆同盟（戸国美穂）1986年11月号 - テレビドラマのコミカライズ作品。
- Cコート (安彦良和) 1987年 - 1988年
- 妖怪戦記（たがみよしひさ）
- 滅日（たがみよしひさ）
- 危険がウォーキング（星里もちる）1987年5月号 - 1989年4月号、←『プチアップル・パイ』からの移籍。
- いきばた主夫ランブル（星里もちる）1989年5月号 - 1989年10月号、←『ヤング・キャプテン』休刊に伴い、第4話から本誌連載。
- わずかいっちょまえ（星里もちる）1990年2月・3月合併号 - 1990年10月号
- 左のオクロック!!（新谷かおる）1988年1月号 - 1988年12月号
- エラン（新谷かおる）1989年 - 1991年
- 虚無戦史MIROKU（石川賢）1988年 - 1990年
- スカルキラー邪鬼王（石川賢）1990年5月号 - 1991年1月号、『ゲッターロボ號』連載開始のため連載終了。
- ゲッターロボ號（石川賢）1991年2月号 - 1993年5月号、TVアニメのコミカライズ作品として企画されたが、週刊少年サンデー連載の『ゲッターロボ』と同じく、当初から独自の展開が行われ、放映終了後も連載が続いた。
- カスミ伝（唐沢なをき）1988年 - 1989年
- 鉄鋼無敵科學大魔號（唐沢なをき）1989年11月号 - 1991年2月号
- 銀河英雄伝説（田中芳樹・道原かつみ）1989年1月号 - 1992年3月号、→『Noël』→『Chara』→『月刊コミックリュウ』へ
- 青空少女隊（清水としみつ）
- イーグルドライバー（清水としみつ）1990年 - [7]
- 逆境ナイン（島本和彦）1989年 - 1991年
- 仮面ボクサー（島本和彦） - 『ヤング・キャプテン』連載作品。
- 無謀キャプテン（島本和彦）
- 仮面ライダーZO（島本和彦）1993年5月号 - 7月号 - 映画のコミカライズ作品。
- 水木しげるの妖怪ポスト（水木しげる）1990年2月号 - 1991年、イラストコラム。
- オカルト・バージン（大橋薫）1990年 - 1992年
- シャイニング・フォース（田沼雄一郎）1992年 - 1993年 - ゲームのコミカライズ作品。
- 2HEARTS（松本嵩春）
- バーチャファイター レジェンド・オブ・サラ（松本嵩春）1994年 - 1995年 - 『コミック鉄人』連載作品。
- 『ヴァンパイアハンター』（松永祭[8]）1994年 - 1995年 - 『コミック鉄人』連載作品。
- 頑丈人間スパルタカス（安永航一郎）1993年 -
- 超兄貴（田丸浩史） - ゲームのコミカライズ作品。
- アミテージ・ザ・サード（原作：大棚ザラエ、漫画：池上竜矢、原案：越智博之・小中千昭）1995年1月号 - 1995年9月号、1995年11月号 - OVAのコミカライズ作品。
- バウンティ・ソード　〜ラインメタル異本〜（原作：塩崎有吾[9]、漫画：斉藤和衛）1995年10月号 - 、OVAのコミカライズ作品。
- 天晴れ！カッポーレ（菅野博士）
- ぱらいそロード（菅野博士）
- 亜州黄龍伝奇（原作：狩野あざみ、漫画：菅野博士）1995年8月号 - 小説のコミカライズ作品。
- ニルヴァーナ・パニック!!（伊藤勢）
- RAISING EARTH（うしだゆうじ）
- 虎魚組繁盛記（くら☆りっさ）
- 轟世剣ダイ・ソード（長谷川裕一）1995年1月号 - 1996年9月号、←『月刊コミックコンプ』から移籍
- 幸福野球（大棚浚[10]）1990年 -
- 機神兵団（原作：山田正紀、漫画：岡昌平） - 小説のコミカライズ作品。原作とは異なる展開の「第二部」が企画されていたが、実現しなかった。岡は後に、この時の構想を同人作品『機神兵団APOCALYPSE NOW』として発表している。
- 電撃素浪人！（渡辺電機（株））1995年 -
- 迷都奇譚（ハザママサシ）1995年8月号 -
- 桜（ふくやまけいこ）1995年8月号 -
- モルダイバー（伊藤伸平） - OVAのコミカライズ作品。
- オタクの用心棒（山浦章）1990年10月号 - 12月号
- 屈折リーベ（西川魯介）
- フレックスキッド（陽気婢）
- 紋次郎が行く!（Moo.念平）
- ギギラ（御茶漬海苔）
- ブンブン熱風児!（加藤礼次朗）
- 悪がよぶ!（松本久志）
- 特捜サイコップ（松本久志）
- ゴール!嵐（三鷹公一）
- ライトNo.1（宮原ナオ）
- Hello!あんくる（みず谷なおき） - 著者急逝のため、絶筆・未完となった。
- さすらいボクサー（こにししのぶ）
- 超次元家族山田さん（ムー中隅）1993年10月号 - 1995年2月号

## 映像化作品

### アニメ化
| 作品             | 公開年 | アニメーション制作 | 備考 |
| ---------------- | ------ | ------------------ | ---- |
| GREY             | 1986年 | 葦プロダクション   |      |
| 強殖装甲ガイバー | 1986年 | スタジオ・ライブ   |      |

| 作品                   | 発売年                 | アニメーション制作   | 備考                                              |
| ---------------------- | ---------------------- | -------------------- | ------------------------------------------------- |
| 夢幻紳士 冒険活劇篇    | 1987年                 | スタジオぎゃろっぷ   | タイトルは「夢幻紳士 冒険活劇編」                 |
| 魔神伝                 | 1987年                 | D.A.S.T              | タイトルは「真魔神伝 バトルロイヤルハイスクール」 |
| 宇宙家族カールビンソン | 1988年                 | 動画工房             |                                                   |
| 虚無戦史MIROKU         | 1989年                 | アニメイトフィルム   |                                                   |
| 強殖装甲ガイバー       | 1989年-1990年（第1期） | ビジュアル80         |                                                   |
| 強殖装甲ガイバー       | 1992年（第2期）        | N/A                  |                                                   |
| 左のオクロック!!       | 1989年                 | 東映動画             |                                                   |
| 青空少女隊             | 1994年-1995年（第1期） | スタジオファンタジア |                                                   |
| 青空少女隊             | 1996年（第2期）        | スタジオファンタジア |                                                   |
| 楽勝!ハイパードール    | 1995年                 | N/A                  |                                                   |

みすて♡ないでデイジーと、トライガンのテレビアニメ化は出版社移籍後である。

### 実写化
| 作品        | 放送年 | 制作                   | 備考                                |
| ----------- | ------ | ---------------------- | ----------------------------------- |
| MORUMO 1/10 | 1987年 | フジテレビ、共同テレビ | タイトルは「宇宙少女モルモ10分の1」 |

| 作品             | 放送年          | 制作 | 備考                                                                                  |
| ---------------- | --------------- | ---- | ------------------------------------------------------------------------------------- |
| 強殖装甲ガイバー | 1991年（第1作） | 松竹 | 1作目タイトルは「GUYVER」 2作目タイトルは「GUYVER DARK HERO」 なお、2作目は日本未公開 |
| 強殖装甲ガイバー | 1994年（第2作） | N/A  | 1作目タイトルは「GUYVER」 2作目タイトルは「GUYVER DARK HERO」 なお、2作目は日本未公開 |

逆境ナインの実写映画は出版社の移籍後である。